# 速食遊戲
是一部於2016年上映的美國傳記劇情電影，約翰·李·漢考克執導，羅伯特·D·西格爾編劇。麥可·基頓飾演雷·克洛克，劇情描述他收購麥當勞連鎖速食店的故事。尼克·奧佛曼與約翰·卡羅爾·林奇則分別詮釋麥當勞的創始人理察和莫里斯·麥當勞兄弟。電影最早在2016年12月7日於聚光燈好萊塢首映。

## 劇情
1954年，雷·克罗克是一位王子城堡（Prince Castle）牌的奶昔搅拌机业务员。虽说他娶了一位善解人意的妻子埃塞尔，储备了足够的钱在伊利诺伊州阿灵顿高地过上简单且舒适的生活，他还是渴望更多。一次推销途中，他接到圣贝纳迪诺一家汽车餐厅的大单子，他们订购非常多的奶昔搅拌机。深感疑惑的雷决定亲自驾车到加利福尼亚一探究竟，最后发现这种名叫麦当劳的餐厅是非常受欢迎的单层快餐厅，不仅制作出品质非常高的食品，还发明了一次性包装，用餐氛围也很和睦。
餐厅的老板是莫里斯·“麦克”·麦当劳和理查德·“迪克”·麦当劳。雷巡视出访，注意到员工的职业素养很高。迪克解释，高品质的食物和闪电般的服务速度是他们就餐者的基础。雷请兄弟俩吃晚饭，了解麦当劳最初的故事。第二天，雷让兄弟俩把餐厅打造成特许经营，兄弟俩谢绝了，说他们之前尝试过，但碰到了不愿露面的业主和不统一的标准，最终不了了之。雷一再坚持，最终说服兄弟俩允许他执导餐厅的特许经营，条件是他的所有更改皆需经麦当劳兄弟确认。
第一家麦当劳连锁店在伊利诺伊州德斯普兰斯开业的同时，雷尝试吸引更富有的投资者开设连锁店，尤其是他和埃塞尔所在乡村俱乐部的会员，果然遭遇到了之前麦当劳兄弟经历过的恶劣管理狀況。雷将特许经营的理念介绍给可能更兴趣且愿意遵循麦当劳模式的中产阶级投资者。这举很成功，新的连锁店在中西部地区开业，雷俨然成了麦当劳的创始人。期间，雷结识明尼苏达州一位愿意投资的高级餐厅老板劳里·史密斯，雷还一眼看上了劳里的老婆琼。
经济困难与成功相伴而行。雷签订的合同限制了他从连锁店中抽取的利润分成。业主营业成本高于预期，尤其是大量用于冷藏奶昔冰激淋的冰箱。琼给雷介绍了粉状奶昔，说这样能避免冰箱成本，然而兄弟俩拒绝为此而妥协食品品質。债台日渐高筑，雷的房子面临着止赎的威胁（加上他又把房子抵押了其他的资金），他跑去银行重新谈贷款条件，但是对方拒绝。幸运的是，他與銀行談判時，對話被一旁太妃冰激凌的财务顾问哈利·J·索恩本給聽到了。索恩本表示能夠幫上忙，願意查閱雷的帳本。索恩本告訴雷，他正在經營的不是餐飲業，真正的盈利机会，是要求加盟商承租雷提供的土地來開店，这不仅能提供雷穩定的收入来源，还能让雷对加盟者和麦当劳兄弟起到杠杆作用。雷合并了新的公司连锁房地产公司，吸引新投资者。此举让兄弟俩感到不安，却给了雷自信。雷规避兄弟俩的权力，向所有加盟商供应粉状奶昔，兄弟俩越来越不利。
雷将他的公司改名为麦当劳公司，要求解除最初的合约，出钱买下兄弟俩的产权。这个消息气得迈克糖尿病复发，雷去医院拜访他，给了他一张空白支票。兄弟俩同意接受一次性支付的270万美元，转让他们在圣贝纳迪诺起步的餐厅，并且雷要从每年的收益中抽取1%作为版权费，但到了最终达成协议的时候，雷拒绝将版权费纳入协议，反而把它纳入了口头协议。之后上洗手间时，迪克问雷为什么要接管他们的产业，雷可以利用他们的想法去重新創立一個新的公司。雷透露，麦当劳的真正价值是名字本身，它表达了美国文化典型标志的所有因素，而这是他那听起来像捷克斯拉夫语的名字克罗克所没有的。
迫于压力，麦当劳兄弟将他们的名字从原本的餐厅中拆下，雷趁机在街对面开了一家新的麦当劳连锁店，最终把麦当劳兄弟踢出局。影片结束于1970年，雷和新任妻子琼在豪华公寓内准备介绍他成功经历的演讲。片尾字幕显示，麦当劳兄弟从来没有收到特许权使用费，換算成當今幣值可達每年1亿美元。

## 角色
- 麥可·基頓 飾演 雷·克洛克
- 尼克·奧佛曼 飾演 理察·「迪克」·麥當勞
- 約翰·卡羅爾·林奇 飾演 莫里斯·「麥克」·麥當勞
- 琳達·卡迪林尼 飾演 瓊·史密斯
- 派翠克·威爾森 飾演 勞里·史密斯
- B·J·諾瓦克 飾演 哈利·J·索恩本（英语：Harry J. Sonneborn）
- 蘿拉·鄧恩 飾演 伊瑟·弗萊明[5]

## 製作
電影的劇本由羅伯特·D·西格爾撰寫，改编自雷·克罗克的自传和一部未经授权的传记。据早期的报道，影片的创作模式与《血色将至》和《社交网络》一脉相承。Deadline.com将本片列入2014年最佳未制作剧本的第13位。2014年12月，約翰·李·漢考克簽約執導影片。

### 選角
2015年2月，麥可·基頓簽約飾演雷·克洛克的角色。蘿拉·鄧恩於同年5月11日加入了劇組，扮演克洛克的妻子埃塞爾·弗萊明，弗萊明在1961年與克洛克離婚。次日，尼克·赫夫曼加盟影片，出演理查德·“迪克”·麦当劳。2015年5月28日，B·J·诺瓦克加盟剧组，扮演克罗克的投资顾问哈利·J·索恩本。2015年6月9日，琳达·卡迪林尼加盟影片。2015年6月26日，約翰·卡羅爾·林奇和帕特里克·威尔森也宣布加盟。

### 拍攝
主體攝影於2015年6月1日在喬治亞州的紐南開始。片中黄金拱门等经典麦当劳装饰于2015年6月在乔治亚州道格拉斯维尔搭建。位于亚特兰大市区的J·马克·罗宾逊工商管理大楼中的美国银行分行，用作片中的伊利诺伊州第一联邦储蓄贷款协会（Illinois First Federal Savings & Loan Association）大楼。

## 發行
2015年3月2日，韦恩斯坦公司出资700美元买下影片发行权。2015年3月26日，片厂宣布影片上映日期为2016年11月25日。2016年3月，影片移档到2016年8月5日。2016年7月13日，上映日期再度拖延到2016年12月16日，公映日期为之后的2017年1月20日。为了入选2016年奥斯卡，影片最终于2016年12月7日在美国聚光灯好莱坞剧院首映，次年1月20日公映。
2017年2月，影片制作公司FilmNation Entertainment起诉韦恩斯坦公司，索偿1500万美元。韦恩斯坦公司于2017年1月27日，即影片上映一周后发行《金爆內幕》。FilmNation声称此举违反合约，两家公司已经达成协议，韦恩公司不会在影片上映一周前或一周后发行电影。

## 評價

### 票房
影片北美票房1280万美元，海外票房1030万美元，全球票房总计2310万美元。影片在北美与《分裂》、《盖文·斯通的复活》和《极限特工：终极回归》同日上映，广泛发行连同《二十世纪女性》。上映首周末原计划从1115家影院中收获约300万美元票房，但最终只收获380万美元，在票房榜上位列第9。影片第二周收获260万美元票房，同比下降23.4%。

### 专业评价
爛番茄新鮮度81%，基於收集的235篇評論，平均分為6.95/10，而在Metacritic上得到66分，收穫普遍好評。

## 外部連結
- 官方网站
- AllMovie上的资料（英文）
- 爛番茄上的資料（英文）
- Box Office Mojo上的資料（英文）
- TCM电影资料库上的资料（英文）
- Metacritic上的資料（英文）
- 互联网电影数据库（IMDb）上的资料（英文）
- 開眼電影網上《速食遊戲》的資料（繁體中文）
- 豆瓣电影上《速食遊戲》的資料 （简体中文）
- 时光网上《速食遊戲》的資料（简体中文）